# Michèle Roten
Michèle Roten (geboren 1979 in Tann, Gemeinde Dürnten) ist eine Schweizer Journalistin und Autorin.

## Leben
Michèle Roten studierte an der Universität Zürich Germanistik, Soziologie und Kriminologie. Roten hat einen Sohn und lebt mit ihrer Familie in Zürich, wo sie den Secondhandladen The New New betreibt.
Für Das Magazin schrieb sie zwischen 2005 und 2014 die Kolumne Miss Universum. Auch im SZ-Magazin sind zwischen 2010 und 2015 ein paar Artikel und Kolumnen erschienen. Ihr erstes Buchprojekt war ab 2007 der Fortsetzungsroman Eins bis Sechs. Seit 2017 arbeitet sie als Autorin für die Zürcher Werbeagentur Wirz. Ab 2020 verfasst sie wieder Kolumnen für das Stadtmagazin züritipp.
In der Spielzeit 2014/15 war sie Hausautorin am Konzert Theater Bern. Ihr erstes Stück Wir sind selig wurde dort im Juni 2015 von Nina Gühlstorff inszeniert.
Für das Buch Wie Frau sein wurde Roten 2012 mit dem Ida-Somazzi-Preis ausgezeichnet.

## Werke
- Eine Geschichte in sechs Teilen. Echtzeit, Zürich 2007–2008.
- Miss Universum. Kolumnen. Echtzeit, Basel 2008, ISBN 978-3-905800-22-7.
- Wie Frau sein. Protokoll einer Verwirrung. Echtzeit, Basel 2011, ISBN 978-3-905800-45-6.
- Wie Mutter sein. Ein Baby! Ja hurra aber auch. Echtzeit, Basel 2013, ISBN 978-3-905800-67-8.
- Wir sind selig oder: Oder. Ein Theaterstück. Echtzeit, Basel 2015, ISBN 978-3-905800-79-1.
- Wie mit (m)einem Körper leben. Eine Auto-Autopsie. Echtzeit, Basel 2021, ISBN 978-3-906807-06-5.